# Hermann Upmann
Hermann Upmann (* 11. Juni 1902 in Brackwede; † 10. September 1944 in Belgien) war ein deutscher Politiker und NSDAP-Kreisleiter.

## Leben
Hermann Upmann war Inhaber einer Drogerie in Brackwede und betrieb diese ab dem Jahr 1930.
Am 1. Juli 1924 trat er in die SA ein und war Mitglied im Völkischen Block. In der Ortsgruppe Bielefeld wurde er am 9. Mai 1925 Mitglied der NSDAP (Mitglieds-Nr. 16 143) und war hier von 1926 bis 1929 Presseamtsleiter. Im Anschluss  daran hatte er verschiedene Posten in der Ortsgruppe Brackwede inne, bevor er im August 1934 NSDAP-Kreisleiter in Bielefeld-Land wurde. In diesem Amt blieb er bis zum 3. März 1938 und wechselte dann als Kreisleiter nach Borken-Bocholt. Hier blieb er – mit Unterbrechungen – bis zum 5. Dezember 1942, als er zur Wehrmacht einberufen wurde.
Bei den Kämpfen in Belgien fand er als Gefreiter den Tod.